# آرموش
آرمان خاچاتریان (ارمنی: Արման Խաչատրյան؛ با نام هنری آرموش (به انگلیسی: Արմուշ) زادهٔ ۱۸ مارس ۱۹۷۷) بازیگر، کمدین، شومن و مجری تلویزیونی اهل ارمنستان است. وی از سال ۲۰۰۵ میلادی تاکنون مشغول فعالیت بوده‌است.

## فیلمشناسی
- شوی کمدی تلویزیونی باشگاه ویتامین (۱۵-۲۰۱۰)